# San Agustín en su gabinete (Botticelli, Uffizi)
San Agustín en su gabinete (en italiano, Sant'Agostino nello studio) es un cuadro del pintor renacentista italiano Sandro Botticelli. Mide 41 cm de alto y 27 cm de ancho. Es una pintura al temple sobre tabla, perteneciente al periodo 1490-95 y que actualmente se conserva en la Galería de los Uffizi en Florencia. 
Algunos sostienen que la obra estuvo originariamente destinada al prior del convento de los eremitas agustinianos del Santo Spirito en Florencia. Esto quedaría acreditado por el hecho de que el santo lleva dos vestiduras, la de obispo y la de eremita.
Se representa al santo meditando dentro de su gabinete. Con el mismo tema hay otra obra, un fresco pintado una década antes para la iglesia de Ognissanti de Florencia, de dimensiones mucho mayores: 152 cm de alto y 112 cm de ancho.
No obstante, lo que en la primera obra era un humanista con un físico que recordaba a modelos de la Antigüedad clásica, en esta pequeña tabla se ha regresado a la representación convencional. Agustín está escribiendo. Sobre el suelo pueden verse los fragmentos de papel rotos.
Se enmarca la figura en una arquitectura clásica, semejante a la de Giuliano da Sangallo, con un tondo en el fondo representando a una Virgen con Niño. Aparecen dos bajorrelieves con forma igualmente de tondo que representan a emperadores romanos. Pero están fuera de la celda, alejados de lo que es el lugar de estudio y reflexión del santo. Podrían aludir a Arcadio y Honorio, los dos emperadores del Imperio romano dividido.